# Пйотр Пустельник
Пйотр Пусте́льник (пол. Piotr Pustelnik; нар. 12 липня 1951, Лодзь, Польща) — польський інженер-хімік, альпініст і гімалаїст, кавалер  Корони Гімалаїв і Каракоруму.

## Біографія
Пйотр Пустельник — інженер-хімік (хімічні технології та інженерія процесів), працює науковим співробітником у Відділі інженерії процесів і охорони навколишнього середовища у Лодзькій Політехніці (Politechnika Łódzka).
Третім серед польських гімалаїстів подолав усі вершини-восьмитисячники світу.  Корону Гімалаїв і Каракоруму замкнув сходженням на  Аннапурну (8091 м) 27 квітня 2010 р. о 13.45 місцевого часу. Попередниками були Єжи Кукучка і Кшиштоф Веліцькі. Фундатор проекту «Три Корони», маючи на увазі «Корону Землі», «Коронку Землі» (підкорення других за висотою гір на континентах), «Корону Гімалаїв і Каракоруму».
Вихованець, багаторічний член і кількаразовий президент Академічного гірського клубу (Akademiczny Klub Górsky) в Лодзі. Співорганізатор масового забігу і вистави Великий оркестр святкової допомоги (Wielkiej Orkiestry Świątecznej Pomocy) в притулку Schronisko PTTK «Samotnia» («Samotnia» PTTK).
До 2007 р. був головним редактором альпіністського місячника «n.p.m.». У 2007 р. нагороджений призом «Explorer» («Дослідник»; міжнародна нагорода), що призначається щорічно, на Фестивалі дослідників у Лодзі. У 2006 р. разом з Пйотром Моравським став фіналістом нагороди «Jedynka» за Гімалайський Триптих — Чо-Ойю-Аннапурна-Броуд-пік — проект реалізовано без сходження на головну вершину Аннапурни у зв'язку з необхдністю надання допомоги одному з тібетців. У березні 2011 р. одержав нагороду «Super Kolos 2010» за здобуття Корони Гімалаїв, як третій поляк і двадцятий гімалаїст у світі.
Має двох синів, Адама і Павла, які також стали альпіністами
.

## Сходження на вершини восьмитисячників
1. 19 липня 1990 — Гашербрум II (8035 м)
2. 12 липня 1992 — Нанга Парбат (8126 м)
3. 24 вересня 1993 — Чо-Ойю (8201 м)
4. 6 жовтня 1993 — Шишабангма (8013 м)
5. 26 вересня 1994 — Дхаулагірі (8167 м)
6. 12 травня 1995 — Еверест (8848 м) — сходження з киснем[8]
7. 14 липня 1996 — К2 (8611 м) — сходження з киснем
8. 15 липня 1997 — Гашербрум І (8068 м)
9. 15 травня 2000 — Лхоцзе (8516 м) — сходження з киснем
10. 15 травня 2001 — Канченджанга (8586 м) — сходження з киснем
11. 16 травня 2002 — Макалу (8463 м) — сходження з киснем
12. 17 травня 2003 — Манаслу (8156 м) — кисень використовувався під час сну
13. 8 липня 2006 — Броуд-пік (8047 м)
14. 27 квітня 2010 — Аннапурна I (8091 м) — сходження з киснем

А також:
1. 21 липня 1997 — Гашербрум II (8035 м) — вдруге
2. 22 липня 2005 — Rocky Summit (8006 м) (передвершина Броуд-піка)

## Цікаво
Не зміг закінчити свій перший курс скельного альпініста. Його інструктор Анджей Вілчковський визнав, що Пустельник непридатний до сходжень у горах.

## Ресурси Інтернету
- Вікісховище має мультимедійні дані за темою: Пйотр Пустельник
- Piotr Pustelnik — famous Polish climber
- Annapurna Dream 2010: Pustelnik z Koroną Himalajów!